# John Adams (komponist)
 Der er flere personer med dette navn, se John Adams (flertydig).
John Coolidge Adams (født 15. februar 1947) er en Pulitzer-vindende amerikansk komponist med stærke rødder i minimalismen. Han har komponeret en del orkesterværker men har også haft succes med kammermusik, korværker og operaer. Fra starten af 1970'erne begyndte han at interessere sig for elektronisk musik, som han har integreret i flere af sine værker. I senere værker gør han brug af mere traditionelle harmoniske kontrapunktiske midler.
Hans mest kendte værker omfatter On the Transmigration of Souls (2002), en korsats til minde om ofrene for terrorangrebet 11. september 2001 (som han vandt en Pulitzer for i 2003), og Shaker Loops (1978), en minimalistisk fire-satset værk for strygere. Hans mest velkendte operaer omfatter Nixon in China (1987), der handler om den amerikanske præsident Richard Nixons besøg i Kina, og Doctor Atomic (2005) om Robert Oppenheimer, Manhattan-projektet og bygningen af den første atombombe.

## Liv og karriere

### Før 1977
John Adams blev født i Worcester i Massachusetts i 1947. Han voksede op i forskellige stater i New England, hvor han blev stærkt påvirket af den stedlige musikalske kultur. Han er uddannet fra Concord High School i Concord i New Hampshire. Hans far lærte ham at spille klarinet, og han blev følgelig klarinettist i forskellige ensembler. Han studerede senere hos Felix Viscuglia, der var klarinettist hos Boston Symphony Orchestra.
Adams begyndte at komponere i en alder af ti år, og fik sit første stykke opført, da han var omkring 13 eller 14 år. Efter at han var blevet immatrikuleret ved Harvard University i 1965, studerede han komposition under Leon Kirchner, Roger Sessions, Earl Kim og David Del Tredici. Mens han studerede på Harvard, dirigerede han Bach Society Orchestra og fungerede som reserveklarinettist for både Boston Symphony Orchestra og Opera Company of Boston. Han optrådte som solist i Carnegie Halls verdenspremiere på Walter Pistons klarinetkoncert. Han fik to grader fra Harvard University (BA i 1971, MA i 1972) og var den første student nogensinde, der fik lov til at indgive en musikalsk komposition som bachelorafhandling på Harvard. Han underviste på San Francisco Conservatory of Music fra 1972 indtil 1984.

### Fra 1977 tilNixon in China
Adams arbejdede i det elektroniske musikstudie på San Francisco Conservatory of Music, hvor han havde bygget sin egen analoge synthesizer, og som dirigent for New Music Ensemble havde han lejlighedsvis en lille, men dedikeret gruppe af unge og talentfulde musikere til sin rådighed.
Nogle af de større kompositioner fra denne periode omfatter Wavemaker (1977), Phrygian Gates for solo piano (1977), Shaker Loops (1978), Common Tones in Simple Time (1979), Harmonium (1980-1981), Grand Pianola Music (1982), Light Over Water (1983), Harmonielehre (1984-1985), The Chairman Dances (1985), Short Ride in a Fast Machine (1986) og Nixon in China (1985-1987).
Shaker Loops (for strygerseptet) (1978): En "modulær" komposition for tre violiner, en bratsch, to celloer og en bas samt en dirigent. Den er opdelt i fire forskellige satser, som hver vokser næsten umærkeligt ind i den næste. Adams arbejdede med en gruppe af konservatoriets strygere og komponere af og til, mens de øvede. "Perioden" – det vil siger antallet af slag pr. gentaget mønster – er forskelligt for hvert af instrumenterne, og dette resulterer i en konstant skiftende tekstur i stykkets melodiske og rytmiske udtryk. Dette stykke er et vendepunkt i Adams' produktion, da det markerer en tilbagevenden til en rent instrumental skrivemåde og en genoptagelse af det tonale. Adams har senere arrangeret dette stykke for strygerorkester.
Harmonium for stort orkester og kor (1980-1981): Stykket begynder med stille insisterende gentagelse af en tone – et D – og én stavelse – "nej". Den vellykkede premiere på Harmonium var den første opførelse af hans musik af et større anerkendt ensemble og etablerede Adams som en vigtig person i Amerikas musikliv.
Grand Pianola Music (1982): Et af hans første store værker, som indoptager amerikansk folkemusik i den klassiske symfoniske tradition. Adams' brug af gentagne minimalistiske mønstre under den fejende orkestermusik høres i hele stykket.
Light Over Water: The Genesis of Music (1983): Dette værk blev bestilt af Museum of Contemporary Art i Los Angeles, som partituret til Available Light, som blev koreograferet af Lucinda Childs og havde scenografi af arkitekten Frank Gehry. Værket var én lang, ubrudt komposition med kontrasterende dele, hvis grænser var så subtile, at de næsten var umærkelige. Det er en slags symfoni spillet af et orkester med både elektriske og akustiske instrumenter – og en flerspors båndoptager. Selvom stykket i al væsentlighed er elektronisk, er det stadig udtryk for en orkestral teknik.
Harmonielehre (1984-1985): Stykket er inspireret af en drøm om et olietankskib, der flyver ud af San Francisco Bay og af Arnold Schönbergs bog, Harmonielehre. Værket handler også om harmoni i sindet og var Adams' måde at slippe af med sin skriveblokering på.
The Chariman Dances (Foxtrot for Orchestra) (1985): Stykket er en udløber Nixon in China, der skal forestille at foregå de tre første dage af præsident Nixons besøg i Beijing i februar 1972.
Short Ride in a Fast Machine (Fanfare for Great Woods) (1986): Stykket er glad og overstrømmende og skrevet for et stort orkester. Værket indeholder mange minimalistiske elementer.
Nixon in China (1987): Operaen er i tre akter og på Richard Nixons besøg i Kina fra 21. til 25. februar 1972. Hovedpersonerne i operaen er Richard og Pat Nixons, Mao Tse-tung, Chou En-lai, Chiang Ch'ing (fru Mao) og Henry Kissinger. Richard Nixons besøg i Beijing blev gennemført i håb om, men på ingen måde med sikkerhed for, at han ville komme til at møde formand Mao. Operaen blev instrueret af Peter Sellars. Dette stykke er John Adams' anden store komposition til en tekst efter Harmonium for kor og orkester.

### EfterNixon in China
Adams skrev: "in almost all cultures other than the European classical one, the real meaning of the music is in between the notes. The slide, the portamento, the "blue note" — all are essential to the emotional expression, whether it's a great Indian master improvising on a raga or whether it's Jimi Hendrix or Johnny Hodges bending a blue note right down to the floor" ("i næsten alle andre kulturer end den europæiske klassiske, ligger den virkelige betydning af musikken mellem noderne. Glidningen, portamento'et, "the blue note" — alle er vigtige for det følelsesmæssige udtryk, uanset om der er tale om en stor indisk mester der improviserer en raga, eller om det er Jimi Hendrix eller Johnny Hodges spiller "blue notes""). Adams bruger dette koncept i mange af sine indflydelsesrige stykker efter Nixon in China.
I oktober 2008 fortalte Adams BBC Radio 3, at han var blevet blacklistet af det amerikanske Homeland Security og immigrationsmyndighederne.
The Wound-Dresser (1988): John Adams musik til Walt Whitmans digt, "The Wound-Dresser", som Whitman skrev efter et besøg hos sårede soldater i løbet af Den amerikanske borgerkrig. Stykket er for barytonstemme, to fløjter (eller piccolofløjter), to oboer, klarinet, basklarinet, to fagotter, to horn, trompet (eller piccolo tpt), pauker, synthesizer og strygere.
The Death of Klinghoffer (1991): Operaens historie begynder med kapringen i 1985 af det italienske krydstogtsskib Achille Lauro af PLO's terrorister og kommer ind på mordet på en passager ved navn Leon Klinghoffer, en pensioneret, fysisk handicappet amerikansk jøde. Det musikalske grundlag for The Death of Klinghoffer var Johann Sebastian Bachs passioner: alvorlige, symbolske fortællinger ledsaget af et stort kor. En filmversion af værket blev lavet i 2003, der fremhævede dets dystre stemning.
Chamber Symphony (1992): Dette stykke blev bestilt af Gerbode Foundation i San Francisco til San Francisco Contemporary Chamber Players. Chamber Symphony har en stor lighed med Arnold Schönbergs kammersymfoni Op. 9 i sin tonalitet og instrumentale arrangement, men Adams instrumentering indbefatter desuden synthesizer, trommesæt, trompet og trombone. Værket består af tre satser: "Mongrel Airs", "Aria with Walking Bass" og "Roadrunner". Musikken er ophidset og aggressiv og alluderer til tegnefilmsmusik (som det også fremgår af titlerne på de enkelte satser).
I Was Looking at the Ceiling and Then I Saw the Sky (1995): Et musikstykke til scenisk opførelse med en libretto af June Jordan og iscenesættelse af Peter Sellars. Adams kaldte stykket "essentially a polyphonic love story in the style of a Shakespeare comedy" ("i det væsentlige en polyfonisk kærlighedshistorie i stil med en komedie af Shakespeare"). Hovedpersonerne er syv unge amerikanere fra forskellige sociale og etniske baggrunde, der alle bor i Los Angeles. Historien finder sted i tiden efter jordskælvet i byen i 1994.
Hallelujah Junction (1996): Dette stykke for to klaverer beror på variationer af en gentagen rytme udtrykt af to noder. Intervallerne mellem noderne forbliver det samme gennem det meste af stykket.
On the Transmigration of Souls (2002): Dette stykke er til skrevet til minde om dem, der mistede livet under terrorangrebet den 11. september 2001 på World Trade Center i New York. Stykket vandt Pulitzer-prisen for musik i 2003 samt en Grammy Award for Best Contemporary Composition i 2005. Adams er den første komponist, der har vundet sidstnævnte pris tre gange (de to forrige gange vandt han den for El Dorado (1998) og Nixon in China (1989)).
My Father Knew Charles Ives (2003): Adams skriver: "My Father Knew Charles Ives is musical autobiography, an homage and encomium to a composer whose influence on me has been huge" ("My Father Knew Charles Ives er en musikalsk selvbiografi, en hyldest og en lovtale til en komponist, hvis betydning for mig har været enorm"). I stil med Ives begynder alle tre satser subtilt med få instrumenter og svulmer til et væld af lyd.
The Dharma at Big Sur (2003): Et stykke for elektrisk soloviolin og orkester. Stykket blev komponeret til åbningen af Walt Disney Concert Hall i Los Angeles.
Doctor Atomic (2005): En opera i to akter om Robert Oppenheimer, Manhattan Project og afprøvningen af den første atombombe. Librettoen til Doctor Atomic blev skrevet af Peter Sellars og trækker på oprindeligt kildemateriale, herunder personlige erindringer, interviews, tekniske bøger om atomfysik, deklassificerede regeringsdokumenter og digtet Bhagavad Gita samt værker af John Donne, Charles Baudelaire og Muriel Rukeyser. Operaen foregår i juni og juli 1945, hovedsagelig i løbet af de sidste par timer, før den første atombombe prøvesprænges i New Mexico. I operaen optræder Dr. J. Robert Oppenheimer og hans kone Kitty, Edward Teller, general Leslie Groves og Robert Wilson.
A Flowering Tree (2006): En opera i to akter, der bygger på et folkeeventyr på Kannada-sproget fra det sydlige Indien i en oversættelse af A.K. Ramanujan. Det blev bestilt til en festival i Wien, der skulle fejre 250-året for Mozarts fødsel. Operaen tager udgangspunkt i Die Zauberflöte og temaer som magi, omvendelse og gryende moralsk bevidsthed.
Doctor Atomic Symphony (2007): Baseret på musik fra operaen.
Fellow Traveler (2007): Dette stykke blev bestilt til Kronos-kvartetten af Greg G. Minshall og blev tilegnet opera- og teaterinstruktøren Peter Sellar i forbindelse med dennes 50 års fødselsdag.

## Musikalsk stil
John Adams' musik kategoriseres normalt under betegnelser som minimalisme eller postminimalisme. Selv om Adams bruger minimalistiske teknikker, såsom gentagne mønstre, er han dog ikke en streng tilhænger af stilen. Adams blev født en generation efter Steve Reich og Philip Glass, og hans produktion har været mere udviklingsorienteret. Adams sammenligner Shaker Loops med den minimalistiske komponist Terry Rileys stykke, In C og siger:
Rather than set up small engines of motivic materials and let them run free in a kind of random play of counterpoint, I used the fabric of continually repeating cells to forge large architectonic shapes, creating a web of activity that, even within the course of a single movement, was more detailed, more varied, and knew both light and dark, serenity and turbulence" ("i stedet for at starte små motorer med motivisk materiale og lade dem løbe frit i en slags tilfældigt kontrapunktisk spil, brugte jeg et stof af celler der til stadighed skaber store arkitektoniske former, der skaber et net af aktivitet, som selv inden for rammerne af en enkelt sats, blev mere detaljeret, mere varieret og kendte både lys og mørke, sindsro og turbulens").
Mange af Adams tanker om komposition er en reaktion på serialismen og dens opfattelse af "komponisten som videnskabsmand". Darmstadt-skolen og tolvtonemusikken dominerede på den tid, Adams fik sin uddannelse, som han sammenlignede med et "mausoleum where we would sit and count tone-rows in Webern" ("et mausoleum, hvor vi skulle sidde og tælle tonerækker hos Webern"). Da han dimitterede, var han blevet skuffet serialismens begrænsninger og utilgængelighed.
Adams oplevede en musikalsk vækkelse efter at have læst John Cages bog Silence (1973), som han hævdede "dropped into [his] psyche like a time bomb" ("faldt i [hans] psyke som en tidsindstillet bombe"). Cages skole stillede fundamentale spørgsmål om, hvad musik egentlig var, og betragtede alle typer af lyde som mulige kilder til musik. Dette perspektiv tilbød Adams et befriende alternativ til den regel-baserede serialistiske teknik. På dette tidspunkt begyndte Adams at eksperimentere med elektronisk musik, og hans oplevelser kommer til udtryk i Phrygian Gates (1977-1978) med dens konstante skiften mellem moduler i lydisk og frygisk modus. Adams forklarede, at arbejdet med synthesizere skabte en "diatonic conversion" ("diatonisk konvertering"), en tilbagevenden til en tro på, at tonalitet var en naturkraft.
Minimalisme tilbød den endelige løsning på Adams' kreative dilemma. Adams var tiltrukket af minimalismens pulserende og diatoniske lyd, som skabte et retorisk fundament, hvorfra Adams kunne udtrykke hvad han ville i sine kompositioner.
Nogle af Adams' kompositioner er dog en sammensmeltning af forskellige stilarter. Et eksempel er Grand Pianola Music (1981-1982), et humoristisk stykke, som med forsæt bygger sit indhold op på musikalske klichéer. I The Dharma at Big Sur trækker Adams på litterære tekster af forfattere som Jack Kerouac, Gary Snyder og Henry Miller for at illustrere det californiske landskab. Adams udtrykker sin kærlighed til andre genrer end den klassiske musik; hans forældre var jazzmusikere, og han lytter også selv til rockmusik. Adams hævdede engang, at originalitet ikke var et presserende problem for ham på den måde, det var for minimalisterne, og sammenlignede sig med Gustav Mahler, Johann Sebastian Bach og Johannes Brahms, som "were standing at the end of an era and were embracing all of the evolutions that occurred over the previous thirty to fifty years" ("stod ved slutningen af en æra og indoptog alle de udviklinger, der havde fundet sted i løbet af de foregående tredive til halvtreds år"). Adams' musik er defineret ved dens integration af forskellige stilarter, især elementer af Americana, og kan således bedre sammenlignes med Aaron Coplands stil i 1940'erne og Leonard Bernsteins i 1950'erne end med Reichs eller Glass'.

### Stil og analyse
Adams bruger, ligesom andre samtidige minimalister som fx Philip Glass, en konstant puls, der definerer og styrer musikken. Pulsen er bedst kendt fra Terry Rileys tidlige komposition In C, og efterhånden begyndte flere og flere komponister at betragte den som en standard. Jonathan Bernard fremhævede denne vedtagelse ved at sammenligne Phrygian Gates, skrevet i 1977, med Fearful Symmetries skrevet elleve år senere i 1988.

#### Violinkoncert, 3. sats, "Toccare "
I slutningen af 1980'erne og begyndelsen af 1990'erne begyndte Adams at tilføje en ny figur til sin musik, noget han kaldte "the Trickster". Dette tillod Adams at bruge den repetitive stil og minimalismens rytmiske drive og på samme tid gøre grin med stilen. Adams har omtalt den minimalistiske musik som "those Great Prairies of non-event" ("de store prærier hvor der ikke sker noget").
Hans musik er dog fra 1990'erne langsomt begynder at indarbejde den mere og mere til det punkt, hvor en kritiker mener, at denne langsomt eskalerende inkorporering af minimalismen "represents a coming to terms with minimalism" ("repræsenterer en kommen overens med minimalismen"). [...] Den tredje sats i Adams' violinkoncert med titlen "Toccare" skildrer denne overgang.

## Kritisk modtagelse
John Adams fik i 2003 en Pulitzer sin mindemusik for terrorangrebet 11. september 2001, On the Transmigration of Souls. Reaktionen på hans produktion som helhed har dog været mere splittet, og Adams' værker har i anmeldelser været beskrevet som både fremragende og kedelige. Shaker Loops er fx blevet beskrevet som "hauntingly ethereal" ("uforglemmeligt æterisk"), mens "Naïve and Sentimental Music" fra 1999 er blevet kaldt "an exploration of a marvelously extended spinning melody" ("en udforskning af en vidunderligt udvidet cirkulerende melodi"). New York Times kaldte Hallelujah Junction fra 1996 "a two-piano work played with appealingly sharp edges" ("et værk for to klaverer med dejligt skarpe kanter") og "American Berserk" for "a short, volatile solo piano work" ("et kort flyvsk værk for soloklaver").
De stykker i Adams' værk, der har delt kritikken mest, er hans historiske operaer. Selv om det er nu let at sige, at det betydningsfulde partitur til Nixon in China vakte en ny interesse for opera, blev den ikke altid mødt med sådanne lovprisende og generøse anmeldelser. Ved dens første opførelse fik Nixon in China mestendels en blandet hvis ikke negativ kritik i pressen. Donal Henahan, anmelder for New York Times, kaldte Houston Grand Operas verdenspremiere et værk der var "worth a few giggles but hardly a strong candidate for the standard repertory" ("et par grin værd men ikke nogen stærk kandidat til indlemmelse i standardrepertoiret") og "visually striking but coy and insubstantial" ("et visuelt slående, men koket og uvæsentligt værk"). James Wierzbicki fra St. Louis Post-Dispatch beskrev Adams' partitur som det svage punkt i en ellers godt iscenesat forestilling og musikken som "inappropriately placid" ("upassende afdæmpet") og "cliché-ridden in the abstract" ("klichepræget i det abstrakte") og at den beroede på "Adams's worn-out Minimalist clichés" ("Adams' udslidte minimalistiske klicheer"). Med tiden er operaen dog blevet værdsat som et stort og betydningsfuldt værk. Robert Hugill har i Music and Vision kaldt det "astonishing … nearly twenty years after its premier" ("forbløffende ... næsten tyve år efter dets premiere"), mens Tom McElfresh fra City Beat mener, at partituret har fået en rolle i dramaet, og at det er "too intricate, too detailed to qualify as minimalist" ("for kompliceret, for detaljeret til at blive beskrevet som minimalistisk").
The Death of Klinghoffer har været omgivet af kontroverser, særligt i anmeldelserne i New York Times. Efter premieren i 1991 skrev journalisten Edward Rothstein, at "Mr. Adams's music has a seriously limited range" ("Hr. Adams' musik har en meget begrænset rækkevidde"). Kun et par dage senere berettede journalisten Allan Kozinn i en reportage, at Leon Klinghoffers døtre, Lisa og Ilsa havde "expressed their disapproval" ("udtrykt deres misbilligelse") af operaen i en erklæring: "We are outraged at the exploitation of our parents and the coldblooded murder of our father as the centerpiece of a production that appears to us to be anti-Semitic" ("Vi er rasende over udnyttelsen af vores forældre og det koldblodige mord på vores far som skulle være omdrejningspunktet for en opsætning, der forekommer os at være antisemitisk"). Som svar på disse beskyldninger om antisemitisme, skrev komponist og professor på Oberlin College Conrad Cummings et læserbrev og forsvarede "The Death of Klinghoffer" som "the closest analogue to the experience of Bach's audience attending his most demanding works" ("den bedste analogi til de erfaringer Bachs publikum har gjort med de mest krævende af [den komponists] værker" og bemærkede, at han som halvt jødisk "found nothing anti-Semitic about the work" ("ikke fandt noget antisemitisk ved værket"). Efter at Boston Symphony Orchestra annullerede en planlagt opførelse af The Death of Klinghoffer i 2001, er debatten om operaens indhold og sociale værdi fortsat. Den fremtrædende kritiker og kendte musikforsker Richard Taruskin kaldte værket "anti-American, anti-Semitic and anti-bourgeois" ("antiamerikansk, antisemitisk og antiborgerligt"). Kritikken fortsatte, da værket blev udsendt på DVD. I 2003 opdaterede Edward Rothstein sin anmeldelse af det sceniske værk til en filmkritik og skrev, at "the film affirms two ideas now commonplace among radical critics of Israel: that Jews acted like Nazis, and that refugees from the Holocaust were instrumental in the founding of the state, visiting upon Palestinians the sins of others" ("filmen bekræfter to idéer der nu er almindelige blandt radikale kritikere af Israel: at jøderne handlede som nazister, og at holocaustflygtninge var medvirkende til grundlæggelsen af staten, idet de skød skylden for andres synder på palæstinenserne").
The Dharma at Big Sur og Min Fader Knew Charles Ives blev godt modtaget i 2003, især af Adams' gamle universitets organ, Harvard Crimson. I en fire-stjernet anmeldelse kaldte Harvard Universitys avis koncerten for elektrisk violin og orkester "Adams's best composition of the past ten years" ("Adams' bedste komposition fra de sidste ti år"). Senest har Anthony Tommasini fra New York Times rost Adams for hans arbejde som dirigent for American Composers Orchestra. Koncerten, som fandt sted i april 2007 i Carnegie Hall, var en festlig fejring af af Adams' værk i anledning af komponistens 60 år. Tommasini kaldte Adams en "skilled and dynamic conductor" ("dygtig og dynamisk dirigent") og bemærkede, at musikken "was gravely beautiful yet restless" ("var alvorligt smuk og dog urolig").

## Værkliste

### Operaer
- (1987) Nixon in China
- (1991) The Death of Klinghoffer
- (1995) I Was Looking at the Ceiling and Then I Saw the Sky
- (2000) El Niño
- (2005) Doctor Atomic
- (2006) A Flowering Tree

### Orkesterværker
- (1979) Common Tones in Simple Time
- (1980) Harmonium
- (1983) Shaker Loops (udgave for strygerorkester)
- (1985) Harmonielehre
- (1985) The Chairman Dances
- (1986) Tromba Lontana
- (1986) Short Ride in a Fast Machine
- (1988) Fearful Symmetries
- (1989) Eros Piano
- (1991) El Dorado
- (1993) Violin Concerto, vandt Grawemeyer Award (1995) for musikalsk komposition
- (1995) Lollapalooza
- (1996) Slonimsky's Earbox
- (1997) Century Rolls
- (1998) Naive and Sentimental Music
- (2001) Guide to Strange Places
- (2002) On the Transmigration of Souls
- (2003) My Father Knew Charles Ives
- (2003) The Dharma at Big Sur
- (2007) Doctor Atomic Symphony
- (2009) City Noir

### Værker for stemme og orkester
- (1987) The Nixon Tapes
- (1989) The Wound-Dresser

### Kammermusik
- (1970) Klaverkvintet
- (1978) Shaker Loops
- (1992) Chamber Symphony
- (1994) John's Book of Alleged Dances
- (1995) Road Movies
- (1996) Gnarly Buttons
- (2007) Son of Chamber Symphony
- (2007) Fellow Traveler
- (2008) Strygerkvartet no. 2

### Andre ensembleværker
- (1973) American Standard
- (1973) Christian Zeal and Activity
- (1975) Grounding
- (1982) Grand Pianola Music
- (1996) Scratchband
- (2001) Nancy's Fancy

### Kormusik
- (1973) Ktaadn
- (1980) Harmonium
- (1991)  Kor fra The Death of Klinghoffer
- (2002) On the Transmigration of Souls

### Båndkompositioner og elektronisk musik
- (1971) Heavy Metal
- (1976) Studebaker Love Music
- (1976) Onyx
- (1983) Light Over Water
- (1993) Hoodoo Zephyr

### Klaver
- (1977) Phrygian Gates
- (1977) China Gates
- (1996) Hallelujah Junction
- (2001) American Berserk

### Filmmusik
- (1982) Matter of Heart
- (1999?) An American Tapestry
- (2010) I Am Love (Io Sono l'Amore)

### Orkestreringer
- (1990) The Black Gondola (Liszts La Lugubre Gondola)
- (1991) Berceuse Élégiaque (Busonis Berceuse Élégiaque)
- (1993) Le Livre de Baudelaire (Debussys Cinq poèmes de Charles Baudelaire)
- (1995) La Mufa (Piazzollas tango)
- (1996) Todo Buenos Aires (Piazzollas tango)

### Arrangementer
- (1989-1993) Six Songs by Charles Ives (Ives' sange)

## Priser og anerkendelse
- Grammy Award for "Best Contemporary Composition" for Nixon in China (1989)
- Royal Philharmonic Society Music Award for "Best Chamber Composition" for Chamber Symphony (1994)
- Grawemeyer Award for "Musical Composition" for Violin Concerto (1995)
- Grammy Award for "Best Contemporary Composition" for El Dorado (1998)
- Pulitzer for On the Transmigration of Souls (2003)
- Grammy Award for "Best Classical Album" for On the Transmigration of Souls (2005)
- Grammy Award for "Best Orchestral Performance" for On the Transmigration of Souls (2005)
- Grammy Award for "Best Classical Contemporary Composition" for On the Transmigration of Souls (2005)
- Harvard Arts Medal (2007) [26]
- Æresdoktor ved Northwestern University (2008)
- California Governor's Award for Lifetime Achievement in the Arts
- Cyril Magnin Award for Outstanding Achievement in the Arts
- Chevalier dans l'Ordre des Arts et des Lettres

### Interviews
- John Adams i samtale med Robert Davidson Arkiveret 4. marts 2008 hos  Wayback Machine
- NewMusicBox: John Adams i samtale med Frank J. Oteri, 2000 Arkiveret 28. oktober 2005 hos  Wayback Machine
- "An American Portrait: Composer John Adams", WGBH-radio, Boston